# La Ceiba
För andra betydelser, se La Ceiba (olika betydelser).

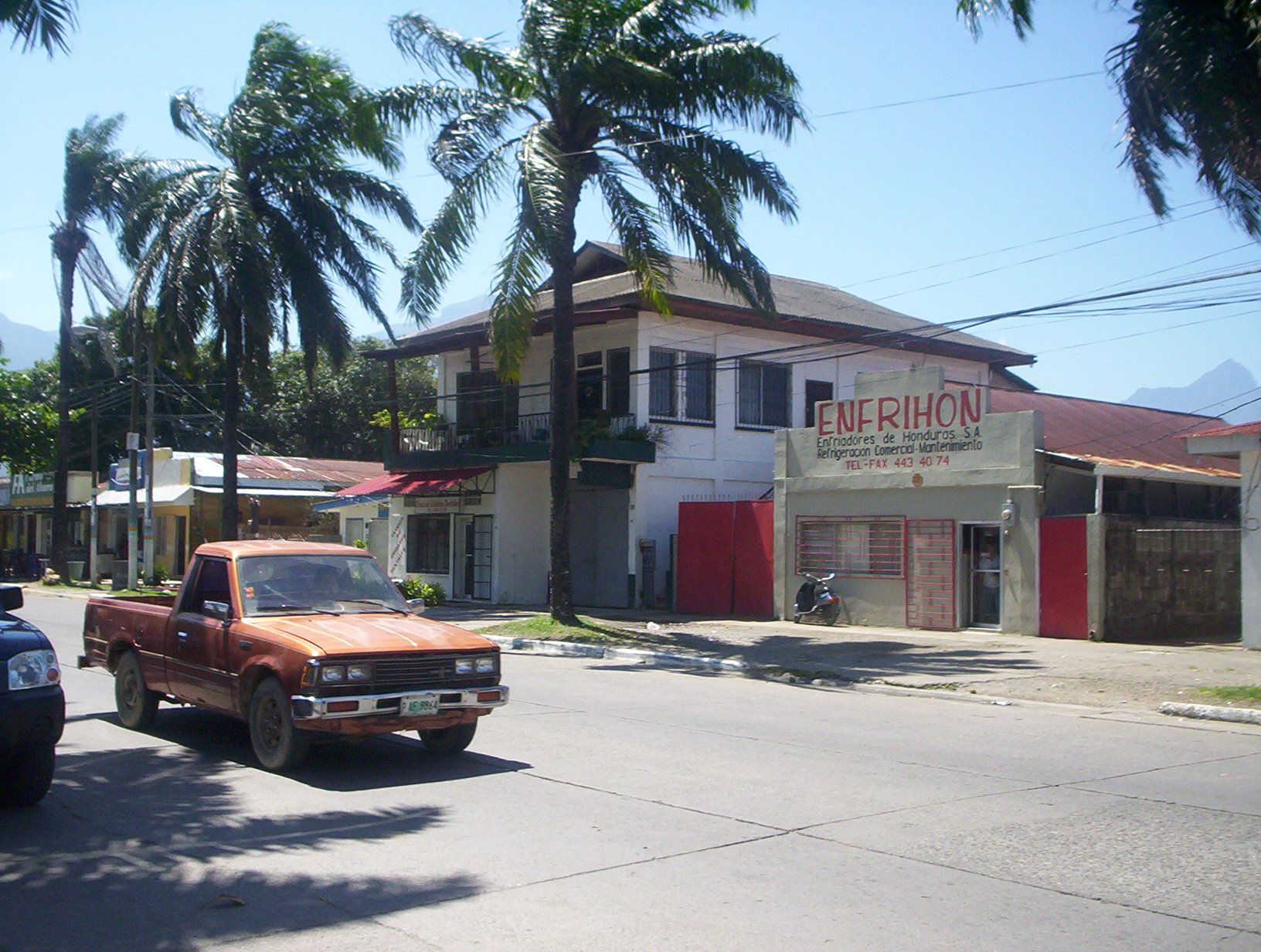
Del av La Ceiba med Pico Bonito i bakgrunden

La Ceiba är en stad och kommun i den norra delen av Honduras och är landets fjärde största stad, med 176 212 invånare år 2013. Kommunen hade vid samma tillfälle 197 267 invånare. Den ligger vid Karibiska havets kust, och är huvudstad i departementet Atlantida. 